# 華星控股
華星控股有限公司，簡稱華星控股（英語：Link Holdings Limited，港交所：8237），股份於2014年7月7日於港交所創業板上市。公司是一家主要從事酒店營運的投資控股公司。該公司通過兩個分部運營業務。酒店業務經營分部於新加坡(華星酒店)、日本（加賀花椿溫泉酒店）、印尼（民丹島海濱度假村項目）進行業務。不良債務資產管理分部於中國進行業務。

## 連結
- http://www.irasia.com/listco/hk/linkholdings/ （页面存档备份，存于）